# Ranunculus subtruncatus
Ranunculus subtruncatus är en ranunkelväxtart som beskrevs av W. Koch och T. Brodtbeck. Ranunculus subtruncatus ingår i släktet ranunkler, och familjen ranunkelväxter. Inga underarter finns listade i Catalogue of Life.